# Ruina (DC Comics)
El Profesor Hamilton (renombrado como Ruina) es un personaje de ficción del universo DC, un supervillano y archienemigo de Superman. Su nombre real es Emil Hamilton. Al parecer cree que Superman absorbe la energía del Sol, provocando el calentamiento global, y que nos queden cuatro mil quinientos millones de años antes de que el Sol se seque.
El personaje fue interpretado por Richard Schiff en El hombre de acero (2013).

## Historia de la publicación
Fue creado por el escritor Marv Wolfman y el artista Jerry Ordway, el profesor Emil Hamilton apareció por primera vez en Adventures of Superman # 424 (enero de 1987), y como Ruina en Adventures of Superman #630 (septiembre de 2004). Sus representaciones en varias encarnaciones van desde la de un aliado de confianza a Superman y sus colegas a uno que es cauteloso y desconfiado de Superman y su poder, a un villano sin ambigüedad. El personaje fue nombrado después de Edmond Hamilton, que escribió historias sobre Superman y otros personaje de los años 40 a los años 60.

## Biografía del personaje
Emil Hamilton apareció por primera vez en Adventures of Superman # 424 (enero de 1987), como un villano aparente, usando sus gadgets para atacar a Superman en un intento de obtener fondos probando que funcionaban. Como un exempleado de S.T.A.R. Labs y el Gobierno de los Estados Unidos, resultó que se había vuelto loco cuando Lex Luthor compró toda su investigación, y se hizo cargo de los inventos. Fue colocado en un centro de salud mental y respondió bien al tratamiento. En su liberación, él instaló un laboratorio en la Colonia de la muerte y rápidamente se convirtió en el "consejero científico" de Superman, eking hacia fuera una vida general como consultor técnico. Fue responsable de la creación de muchos dispositivos que ayudaron a Superman, incluyendo el proyector de la Zona Fantasma y los Robots ayudantes de Superman, además de ayudar a Superman durante problemas como el "crisis de la Kryptonita Krimson", cuando la kryptonita roja creada por Mister Mxyzptlk cerró los poderes de Superman; Hasta que los poderes de Superman fueron restaurados, Hamilton le proporcionó varias maquinarias, como un cinturón de campo de fuerza y un traje blindado para permitirle continuar como un héroe. Más adelante, otro cinturón de campo de fuerza que Emil proporciona permite a Superman superar los talentos de bloqueo de poder de las formas de vida artificiales Psi-Phon y Dreadnaught.
La primera vez que Emil se vuelve maligno es cuando el inmortal 'Mister Z' le lava al cerebro para ayudar en un ataque a Superman.
Más tarde, Superman está luchando contra el monstruo alienígena Doomsday. Trabajando con Bibbo, otro aliado del Hombre de Acero, Emil establece un poderoso láser y marca una huelga directa sobre el monstruo. Hace poco para detenerlo. Los dos combatientes parecen caer muertos y Emil crea una unidad de CPR para el héroe. Bibbo es herido mientras que lo usa y Hamilton asume el control. Sus esfuerzos fallan y Superman es declarado muerto. Este fracaso causa sentimientos de culpa intensa que ni siquiera la amiga de largo plazo de Hamilton Mildred Krantz puede ayudarlo a superar. Después del regreso del héroe, Emil ayuda en la investigación de un "cadáver duplicado" de Superman. Perdió un brazo durante la historia de "Fall of Metropolis", pero lo reemplazó con una prótesis cibernética auto-diseñada.
También proporcionó a Superboy el visor que duplicaba los poderes de visión de Superman (radiografía y visión térmica). Esto ayuda a Superboy a comenzar una carrera heroica en Hawái. Hamilton también disfrutaría el tiempo en ese estado también. Él pasa tiempo con Superman, ayudándole en la restauración en la Fortaleza de la Soledad y salvando las vidas de los ciudadanos de la ciudad de la botella de Kandor.

### Villanía
Muchos años después, cuando John Henry Irons regresó a Metrópolis, justo antes del Evento B13, Hamilton sintió que estaba siendo marginado, ya que Superman ahora tenía acceso a un genio científico que también era un compañero superhéroe. Desapareció durante el evento B13 cuando Metrópolis se transformó en una futura versión de sí mismo.
Finalmente resurgió como el Overmind, el líder de una pandilla de cyberpunk que trama el regreso de Brainiac 13. Afirmó, sin embargo, que la tecnología B13 en su brazo protésico estaba controlando sus acciones. Presumiblemente, esta afirmación tenía cierta credibilidad, ya que más tarde regresó a su papel de asesor de Superman, utilizando su innata comprensión de la tecnología futurista que ahora tiene a su disposición.
Hamilton, junto con varios otros genios científicos y seres robóticos (Automan, Brainstorm, Doctor Cyber, Ford y Rosie the Riveter), fue durante un breve período parte de la cibernética compuesta llamada Enginehead. Sin embargo (si esta historia sigue siendo canónica), el ser parece haber sido dividido en las personalidades individuales de nuevo poco después de los acontecimientos de la serie.
En una historia 2005 se reveló que Hamilton era, de hecho, el villano nombrado Ruina, que había estado apuntando a los seres queridos de Superman. Ruina afirmó haber descubierto que Superman estaba succionando el sol seco de su energía solar, y que, en 4,5 billones de años, significaría el fin de la vida en la Tierra. La identidad de Ruin se había mantenido un misterio, hasta que parecía que el amigo de Clark, y el expresidente de los Estados Unidos, Pete Ross fue Ruina. Pete Ross afirmó ser inocente, pero se volvió aún más sospechoso cuando escapó de la custodia. Resultó que había sido Hamilton quien había enmarcado a Ross, y lo había secuestrado de nuevo de la prisión. Hamilton entonces se enfrentó y se reveló a Superman, aparentemente matando a la 5ª dimensión de Mr Mxyzptlk en el proceso cuando trató de salvar a Superman. Superman derrotó al loco Hamilton, y salvó a Pete, Lana Lang y su hijo. Superman más tarde despejó el nombre de Ross y la reputación, y Hamilton aparentemente fue encarcelado.
Durante los acontecimientos relatados en la historia de la "crisis infinita", la ruina era uno de muchos criminales sobrehumanos que ensamblaron a la sociedad villainous organizada por Alexander Luthor Jr.

### Replikon, Parásitos, Xlim y Ruina
En The Adventures of Superman #627, aparece el personaje Replikon (un extraterrestre con poder semejante a los de la Liga de la Justicia) y ataca al hombre de acero. Replikon parece ser manejado por alguien desconocido, y tiene un arma capaz de anular los poderes de Superman durante unos minutos. Pero, a causa de las modificaciones que le habían realizado, el extraterrestre muere. Dos números después, su hijo Xlim (también controlado) se enfrenta a Superman. Luego hay una toma de rehenes donde aparece por primera vez Ruina. Pero Mr. Mxyzptlk detiene el tiempo. En esa historia hay gran cantidad de guiños: a Paul Dini (guionista de Superman: la serie animada), a Duck Dodgers, a Superman: Por el mañana, etc. Una curiosidad es que el encendedor de Mxyzptlk es un muñeco de Firestorm con la cabeza en llamas. Lois Lane tiene que ir a Umec a cubrir el informe de una guerra. Se presentan varios personajes secundarios: Lupe Leocadio, teniente del SCU (Unidad de Crímenes Especiales), quien parece estar enamorada de Superman, Bernie Caver (un periodista a punto de jubilarse) y Geraldine "Jerry" Frank (una periodista recién recibida). Parecerá que Jimmy Olsen está enamorado de Jerry. Superman recibe advertencias de "una nueva crisis en la tierra", "una guerra secreta", "una era oscura", frases referidas a la Crisis Infinita. También, Mxyzptlk le dice que se tendrá que ocupar de los gemelos Allstone, quienes reciben un baño de químicos. Ruin y Xlim son capturados. Clark tiene que viajar al otro lado del mundo, porque un francotirador le disparó a Lois, quien quedó en estado grave. Los villanos que habían sido capturados, matan a seis agentes del SCU, y Ruin transforma a los gemelos Allstone en los nuevos Parásitos. Superman pedirá ayuda a dos de sus más íntimos amigos: Batman y Wonder Woman. Durante su conversación, Bruce y Diana descubren que Clark sabía que la antigua Liga había lobotomizado (borrado la mente) al Doctor Light, cosa que los enoja, y Wonder Woman le recomienda que mate a Ruin durante la Crisis de Identidad. Los próximos números se tratan de la investigación de Lois para saber quién le disparó (probablemente Ruina) y Superman buscando a Ruin, e intentando averiguar su identidad. También se vuelve importante el divorcio entre Lana Lang y Pete Ross (Lana ya había demostrado que no amaba a Pete en Action Comics 819. Mr. Mxyzptlk reaparece, mostrándole a Clark y a Lois como podría ser su vida en el futuro con un bebe, y les dice que, para poder superar todos sus problemas deben, más que nada, confiar el uno en el otro. Superman logra desenmascarar a Ruin, y queda desconcertado, ya que su gran amigo Pete Ross, vicepresidente de los Estados Unidos es el villano que tanto odia le tenía. Obviamente, Pete dijo ser inocente, pero se hizo aún más sospechoso cuando escapó de prisión. En realidad, había sido Emil Hamilton quien había inculpado a Ross. Superman venció al demente Hamilton y salvo a Lana, a Pete y a su hijo, Clark Ross. Durante los acontecimientos de Crisis Infinita, Ruin se unió a la Sociedad Secreta de Supervillanos, que era dirigida y organizada por Alexander Luthor Jr.

## Poderes y habilidades
Hamilton no tiene superpoderes, pero si una gran inteligencia y un gran conocimiento de varias ramas de la ciencia, incluyendo biología, física, cibernética, tecnología terrestre y kriptoniana, es un brillante científico e inventor, que ha diseñado y construido dispositivos como un generador de campo de fuerza. Como antes de ser un villano fue un colaborador de confianza de Superman y conocía su identidad secreta. Sin embargo, como Ruin él hace un "traje de poder". El traje permite a Ruin aprovechar su conocimiento de las debilidades de Superman. Poderosas explosiones de luz roja kryptoniana pueden ser disparadas desde el traje, que esencialmente escatima a Superman de todos sus poderes. Además, Ruin es capaz de transportarse a la Zona Fantasma (aunque en detrimento de su salud), y reemergir en cualquier lugar, lo que le permite teletransportarse. Si el traje es retirado forzosamente del cuerpo de Hamilton, se autodestruye con una fuerza masiva, aparentemente lo suficiente como para destruir una pequeña ciudad
Emil ha diseñado varios brazos protésicos con habilidades inusuales, incluyendo uno que actuó como un dispensador de protección solar.

## Otras versiones
El profesor Hamilton hizo una aparición en el cuento de Elseworlds, LJA: El clavo. En esta historia, Hamilton todavía opera Laboratorios S.T.A.R. pero es una instalación secreta de investigación alienígena en Smallville, Kansas que incluye varios héroes y villanos que han sido identificados públicamente como extraterrestres para aumentar la paranoia entre la población. Hamilton también apareció en Elseworld's Finest: Supergirl y Batgirl, con Batgirl y Supergirl, después de haber trabajado con Lex Luthor para crear una nueva batería solar solo para ser deshonrado cuando trató de revelar la verdad sobre el proyecto (En realidad utiliza el cadáver de la Infantil Kal-El como una fuente de energía). También aparece en el cómic Smallville Season Once, una continuación de la serie de televisión.

### Flashpoint
La versión Flashpoint de Emil Hamilton aparece durante la historia de "Convergencia" de 2015. Se ha reformado aparentemente, habiendo hecho una casa en el "punto de inflamación" Ciudad Gótica en el planeta Telos, y reparado su amistad con Jimmy Olsen. Emil pasó tiempo reconstruyendo el Whiz Wagon, un vehículo volador, multiusos, como auto-imposición de la terapia de la reforma.

## Apariciones en otros medios

### Televisión

#### Series animadas
- El profesor Hamilton fue un personaje regular en Superman: la serie animada, expresado por Victor Brandt. Él es el director de S.T.A.R. Labs. Él construye cosas tales como trajes resistentes a la Kryptonita de plomo y deformaciones interdimensionales, así como trabajar con un proyector de la Zona Fantasma en el episodio "Explosiones del pasado". Después del lavado de cerebro de Superman en el final de la tercera temporada, "Legado", Hamilton comienza a sentir una creciente desconfianza hacia los metahumanos.
- En el DC Universe animado Liga de la Justicia Ilimitada, el profesor Hamilton (expresado por Robert Foxworth) se había convertido secretamente en un confederado de Amanda Waller, La líder del Proyecto Cadmus. Hamilton es el experto genetista de Cadmus que utiliza la clonación y otros métodos para crear metahumanos leales y subordinados a esa organización. Esto incluye un clon de Supergirl en el episodio de la temporada "Simetria Aterradora" llamada Galatea, sería de primordial importancia en los esfuerzos del Proyecto Cadmus contra la Liga de la Justicia. Superman finalmente descubre la traición de Hamilton de la confianza en la segunda temporada de la serie. Hamilton no se arrepiente de sus acciones, y deja claro que cree que Superman nunca puede ser plenamente confiado otra vez, comparando a Superman con Lucifer. En un momento sorprendente, Galatea abraza a Hamilton refiriéndose a él como "papá". Después de la derrota de Galatea, Hamilton nunca volvió a ser visto.

#### Películas animadas
- Una versión alterna del universo de Emil Hamilton aparece en película animada Liga de la Justicia: Dioses y monstruos, expresada por Trevor Devall. Él es parte de "Proyecto Fair Play" de LexCorp, un programa de contingencia de armas que destruiría la Liga de Justicia si fuera necesario. Él y sus colegas científicos son atacados y asesinados por los Hombres de Metal.

#### Acción real
- El Dr. Emil Hamilton apareció en dos episodios de la serie de 1993 Lois y Clark: Las Nuevas Aventuras de Superman (ambos en la segunda temporada), como un Científico de los laboratorios S.T.A.R., interpretado por John Pleshette. En "That Old Gang of Mine", Hamilton había usado el ADN de Al Capone (retratado por William Devane) para regenerar al criminal como parte de un experimento que lo reprogramaría como un buen ciudadano. En "Return of the Prankster", Hamilton explica a Lois Lane y Clark Kent cómo el rayo de luz del Bromista (Prankster) causa parálisis, y hace lentes de contacto especiales para que Superman lo use para derrotar a Prankster.

- Había dos profesores Hamiltons en la serie de televisión en vivo Smallville:
  - Steven Hamilton fue presentado en la primera temporada, interpretado por Joe Morton. Fue contratado por Lex Luthor para examinar los efectos de la kriptonita, y más tarde para producir una cura para los efectos de la mortal flor Nicodemus. En la segunda temporada, muere de sobreexposición a kryptonita. La serie no ha dado ninguna indicación de ninguna relación entre Steven y Emil Hamilton que no sea un apellido compartido.
  - En el episodio de la temporada ocho, "Identity", el nombre de Emil Hamilton fue visto en un artículo de Daily Planet sobre el misterioso "Red-Blue Blur", la más antigua identidad de superhéroes de Clark Kent, vista en la ciudad de Metrópolis. Su primera aparición en pantalla es en el episodio "Bulletproof", donde es interpretado por Alessandro Juliani, que pasó a aparecer en un total de 14 episodios. Aparece como un médico privado contratado por Oliver Queen para su equipo que salva la vida de Detective Marciano después de haber sido disparado por un oficial de policía corrupto.
  - En "Bestia", después de que Clark pierde el uso de sus poderes a Parásito, Hamilton equipa a Clark con un coche rápido y de alta tecnología. En la temporada diez, asiste regularmente a la Liga de la Justicia, está sujeto a interrogatorio por parte de los defensores de la Ley de Registro Vigilante, asiste a la despedida de soltero de Clark y tiene un romance de corta duración con Tess Mercer (Cassidy Freeman).
- En la serie de televisión Supergirl, Sarah Robson retrata a DEO Doctor Amelia Hamilton, una versión femenina del personaje.

### Película
El Dr. Emil Hamilton fue retratado por Richard Schiff en la película de 2013 de Zack Snyder, El hombre de acero. En esta versión, es un asesor científico de DARPA para el ejército estadounidense, que es contratado para ver la nave scout Kryptoniana que se encuentra en el Ártico. Más tarde asiste al interrogatorio de Lois Lane y Superman, y juega un papel crucial en el clímax de la película, en el cual ayuda a destruir el motor mundial kryptoniano que amenazaba con destruir toda la vida humana, aunque Hamilton sacrifica su propia vida en el proceso.

### Videojuegos
- En el videojuego de 1999 Superman 64, el profesor Hamilton aparece como un personaje secundario junto a Jimmy Olsen y Lois Lane, pero son capturados por Lex Luthor en el comienzo del juego.
- En el comienzo del juego de 2006 Superman Returns, el profesor Hamilton da instrucciones sobre la lluvia de meteoritos a Superman.